# Пелымские походы на Пермь (1447—1481)
Пелымские походы на Пермь (1447—1481)
Походы Пелымских князей Асыки и Юмшана на Пермь Великую

## Предыстория
В 1445 г. пелымцы во главе с Асыкой совершили налет на Пермскую землю, угнав много пленных. В том же году был предпринят ответный поход, в летописном сведении о котором впервые говорится о постройке русского острога в Югорской земле. Новгородские военачальники Василий Шенкурский и Михаил Яколь пошли за Урал с трехтысячной ратью и там разделились. Собравшиеся с силами югорцы «ударившися на острог на Васильев и много добрых людей, детей боярских и удалых людей избиша. . . а Василий убежа с сыном своим Семеном в мале дружины». Когда возвратился из похода по «иной реке» Михаил Яколь, он собирал по лесам земляков и все «поехоша в свою землю»

## Боевые Столкновения
Вскоре после отъезда епископа Питирима в Москву в 1447 году, воспользовавшись его отсутствием, Асыка снова напал на ближайшие к Печоре зырянские поселения, убивая и грабя жителей. Озлобленный тем, что не только зыряне, но и вогулы начали принимать крещение.
В 1455 году с попыткой остановить христианизацию коми и вогулов князь Асыка дошёл до Усть-Выми (столицы Вымского княжества), убил местного епископа Питирима, ограбил и сжёг близлежащие деревни и сёла и вернулся с богатой добычей в свою столицу — Пелым.
В 1465 году в ходе первого Югорского похода Асыка был взят в плен московским воеводой устюжанином Василием Скрябой, приведён в Вятку на шерть, но уже скоро нарушил свою клятву.
После того как асыку в 1467 году схватили в плен он смог сбежать и позже возобновил набеги. В 1481 году Покча в Перми Великой была сожжена пелымскими вогуличами во главе с князем Асыкой и его сыном Юмшаном, при этом был убит пермский князь Михаил Ермолаевич и несколько членов его семьи. Узнав про это Андрей Мишнев со своими устюжанами пошел на Пермь, разогнал вогуличей и под Чердынью разгромил.
После второго Югорского похода Пелымское княжество временно подчинилось Русским и до 16 века новых походов не совершалось.